# Diecezja Miracema do Tocantins
Diecezja Miracema do Tocantins (łac. Dioecesis Miracemanus Tocantinensis) – diecezja Kościoła rzymskokatolickiego w Brazylii. Należy do metropolii Palmas wchodzi w skład regionu kościelnego Centro-Oeste. Została erygowana przez papieża Pawła VI bullą De animorum utilitate w dniu 11 października 1966 jako prałatura terytorialna. 4 sierpnia 1980 podniesiona do rangi diecezji.